# Marc Schröder
Marc Schröder (Haarlem, 1971) is een Nederlands zakenman. Hij is (mede-)oprichter van Tango en Route Mobiel.
Marc Schröder is een zoon van vliegtuigpionier en ondernemer Martin Schröder. Hij studeerde rechtsgeleerdheid in Amsterdam. Daarna was hij managementtrainee bij Petroplus. In 2000 was hij oprichter en statutair directeur van Tango, een keten van onbemande pompstations. In 2004 werd Tango verkocht aan Kuwait Petroleum en richtte Schröder, samen met Michiel Muller, de pechdienst Route Mobiel op. 